# Edmund Kunkelmann
Edmund Kunkelmann (* 2. Oktober 1925, auch Edouard Kunkelmann) ist ein ehemaliger deutscher Fußballspieler.

## Karriere
Kunkelmann spielte von 1951 bis 1952 für den französischen Verein RC Strasbourg in der Division 1, wo er bei 18 Einsätzen insgesamt drei Tore erzielte. Anschließend wechselte er zum Karlsruher SC in der Oberliga Süd. In der Saison 1952/53 kam er dort insgesamt auf acht Einsätze und erzielte drei Tore.